# José Carreras

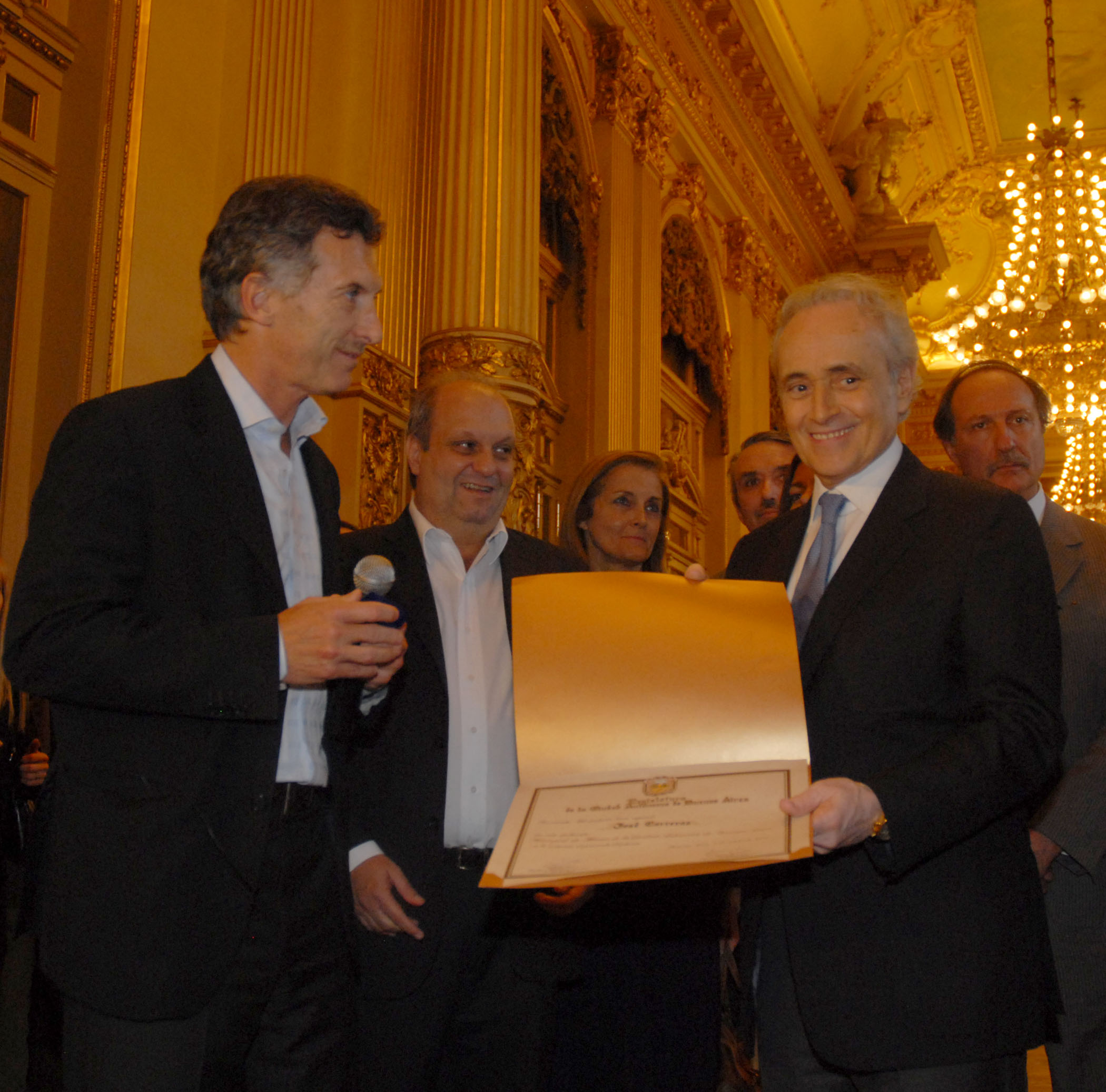
Josep Carreras (Teatro Colón)

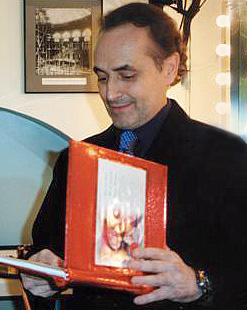
Jose Carreras

Josep Carreras (* 5. prosince 1946 v Barceloně, Katalánsko, Španělsko), známější jako José Carreras, je známý španělský operní pěvec-tenorista, proslavený svými interpretacemi děl Giuseppe Verdiho a Giacoma Pucciniho. Slávu získal díky své účasti mezi „Los Tres Tenores“ (Tři tenoři) společně s Plácidem Domingem a Lucianem Pavarottim.

## Životopis
José Carreras projevoval své hudební nadání od dětství. V osmi letech měl své první veřejné vystoupení s árií La donna è mobile ve španělském rozhlase. V jedenácti letech se objevil poprvé v barcelonském Liceu jako mladý soprán v roli vypravěče v opeře Manuela de Fally El retablo de Maese Pedro a v malé roli v druhém dějství opery Bohéma.
Během dospívání Carreras studoval na barcelonské konzervatoři Conservatorio Superior de Música del Liceo. Debutoval v roce 1970 v Barceloně jako Ismael ve Verdiho opeře Nabucco a v opeře Norma; zde upoutal pozornost protagonistky, slavné sopranistky Montserrat Caballé, která ho pozvala k účasti na představení opery Lucrezia Borgia – to byl první velký Carrerasův úspěch. Znovu s Caballé zpíval v roce 1971 v opeře Marie Stuartovna v Londýně. Oba zpěváci se setkali v představeních mnoha dalších oper.
V roce 1972 vystoupil v USA v roli Pinkertona v opeře Madam Butterfly. V roce 1973 pak v Londýně a v roce 1974 ve Vídni v opeře La traviata. V 28 letech již Carreras zpíval v 24 operách. V roce 1978 zpíval Dona Carlose ve stejnojmenné opeře na festivalu v Salcburku s dirigentem Herbertem von Karajanem.
V roce 1984 přijal Medalla d'Or de la Generalitat de Catalunya (Zlatá medaile katalánské vlády). V roce 1986 vystoupil jako herec v roli tenora Juliána Gayarra ve filmu Romanza final (Gayarre), který režíroval José María Forqué.
V roce 1987, na vrcholu kariéry, mu byla diagnostikována leukémie; lékaři mu dávali jen malou šanci na vyléčení a přežití. Po tvrdé léčbě (včetně radioterapie, chemoterapie a autotransplantace kostní dřeně) se mohl Carreras opět vrátit na svou profesionální uměleckou dráhu. V roce 1988 založil Fundación Josep Carreras contra la leucemia (Nadace José Carrerase proti leukemii), která ekonomicky podporuje výzkum leukémie a která udržuje banku dárců kostní dřeně.
V roce 1990 má José Carreras mezinárodní debut v Caracallových lázních společně s Plácidem Domingem a Lucianem Pavarottim.
V roce 1991 byl vyznamenán cenou Premio Príncipe de Asturias de las Artes. 13. září 2002 slavnostně otevřel v městě San Juan de Alicante náměstí na počest aktivit realizovaných v boji proti leukémii. 22. září 2006 slavnostně otevřel v městě Fuenlabrada divadlo, které nese jeho jméno. 17. června 2008 oslavil vystoupením v Teatre del Liceu v Barceloně padesát let od svého debutu na tomto jevišti.

## Diskografie
José Carreras nahrál především pro Philips Classics řadu oper: Nápoj lásky, Lucie z Lammermooru, La Juive, Tosca, Bohéma, Samson a Dalila, Maškarní ples, Bitva u Legnana, Korzár, Jeden den králem, Stiffelio a Trubadúr.
Celkově existuje více než 120 oficiálních nahrávek včetně kompletních oper, kromě toho lidové písně, vánoční koledy, populární písně, sakrální hudba, muzikály Lloyda Webbera, tanga, mše, oratoria; tyto nahrávky jsou nejen ve španělštině, ale i v katalánštině, angličtině, italštině, němčině, francouzštině, portugalštině a dokonce i v čínštině, korejštině atd.

### The Three Tenors
- 1994 Three Tenors in Concert 1994 – Atlantic EAN 075678261428, CD
- 2000 The Three Tenors Christmas – Sony EAN 696998913127, CD
- 2002 The Best of the Three Tenors - Greatest Trios – Decca EAN 028946699928, CD
- 2007 Original Three Tenors Concert – Decca, EAN 00044007431894 DVD,
- 2008 The Three Tenors At Christmas – Decca EAN 00028947803362, CD[1]